# József Sir
József Sir   (Budapest, 28 d'abril de 1912 - Budapest, 22 de setembre de 1996) va ser un atleta hongarès, especialista en curses de velocitat, que va competir durant la dècada de 1930.
El 1936 va prendre part en els Jocs Olímpics d'Estiu de Berlín, on disputà tres proves del programa d'atletisme. En totes fou eliminat en sèries.
En el seu palmarès destaquen dues medalles de plata i una de bronze en els 4x100 metres del Campionat d'Europa d'atletisme de 1934. A nivell nacional guanyà tres campionats dels 100 metres i tres més dels 200 metres.

## Millors marques
- 100 metres. 10.4" (1934)
- 200 metres. 21.4" (1935)[5]